# Отац (филм)
Отац је српска историјска драма и први играни филм о Светом Сави и Светом Симеону. Аутори сматрају да је пројекат од националног значаја и да његов културни и друштвени потенцијал умногоме надилази границе филмске уметности јер је заснован на вољи за опстанком заједништва.
Премијера филма очекује се 2020. године.

## Радња филма
Радња филма је смештена у период од доласка остарелог владара Немање као монаха на Свету гору до повратка са очевим моштима његовог сина Саве у грађанским ратом опустошену Србију.
У поновном сусрету две јаке личности – оца, остарелог успешног владара и сина, младог монаха дубоке духовности – формиран је темељ српске државе, културе и цркве. Обојица су учинили оно неопходно да би свим својим силама послужили Богу и своме роду. Поднели су жртву. Немања је жртвовао заслужену удобну старост да би у аскетском подвигу још за живота додирнуо небеско и оставио наследницима свети узор, а Сава се одрекао мира Свете горе да би Србе увео у ред озбиљних, духовно освешћених народа.
Радња прати причу о томе како су Сава и Немања спајањем духовног и практичног, небеског и земаљског, поставили темеље Србије.

## Почетак рада
Рад на реализовању филмског пројекта Отац као први копродуценти су предузели Фондација за унапређивање и ширење хришћанске православне и националне српске културе „Наслеђе отаца“ (оснивачи су Срби из Берлина и Београда) и нова продукцијска кућа ОПЕТ & ОПЕТ из Београда.
Пројекат је већ у својој почетној фази, пре јавне промоције, крајем 2012. године и почетком 2013. представљен и наишао на подршку код братства манастира Хиландара, као и код Његове Светости Српског Патријарха.

## Сценаристи и стручни савет филма
Сценаристи: 
- Ђакон Ненад Илић
- Владимир Петровић

Стручни савет филма: 
- Архимандрит Методије, игуман Манастира Хиландара
- др Срђан Пириватрић, истраживач-сарадник у Византолошком институту САНУ
- др Александра Павићевић, виши научни сарадник у Етнографском институту САНУ
- др Милан Радујко, научни сарадник у Институту за историју уметности Филозофског факултета у Београду
- мр Виктор Савић, истраживач-сарадник у Институту за српски језик САНУ
- проф. др Мирко Ковачевић, главни архитекта обнове Хиландара

## Фазе филма
На званичном сајту презентације филма Отац могуће је пратити настанак сценарија филма, упутити коментаре и сугестије. На веб стани се налазе многи материјали који се користе при раду на филму (слике, илустрације, историјски записи, видео и тонски записи са Свете горе).
Рад на филму је подељен у три фазе.
- Развој и предприпреме

Током прве фазе, учесници попуњавају “ктиторски мозаик”- великим “онлајн” мозаик српске духовне обнове. Учешће у овој фази омогућује добар развој и заштиту пројекта од уских личних интереса. Кад се мозаик испуни, улази се у другу фазу пројекта. Сваки „носилац“ мозаичне коцкице добија могућност да прати развој сценарија, из сцене у сцену, као и слободу да предлаже, коментарише, учествује.
- Претпродукција и продукција

Ова фаза се дели на 2А, 2Б и 2Ц. Током ове фазе вршиће се избор редитеља, одређивање улога глумцима, одабир сценографа, продукције...
Почетак снимања филма „Отац“.
- Постпродукција

Финална фаза- одређивање датума премијере и последње предпремијерне припреме